# Tom DeSanto
Tom DeSanto (nascido em 1 de janeiro de 1968) é um produtor de cinema e roteirista americano.

## Carreira
DeSanto é o escritor/produtor fundador de várias das maiores franquias da história do cinema ( X-Men, Transformers ). Os filmes de DeSanto arrecadaram mais de $ 5 bilhões em todo o mundo, com uma média por filme de mais de $ 746 milhões nas bilheterias, além de bilhões a mais em vídeos domésticos, merchandising e videogames.
Após o sucesso de X-Men, DeSanto começou a trabalhar em um reboot de Battlestar Galactica para ser desenvolvido para a Universal Television. O show finalmente voltou em 2003, mas sob a direção de Ronald D. Moore.
DeSanto então se tornou parte da equipe criativa de X2: X-Men United, incluindo a continuação da história da Fênix que DeSanto criou no primeiro filme. Nesse mesmo ano, mudou-se para Transformers, outra propriedade adormecida da qual era fã desde a infância. DeSanto trouxe a ideia para seu amigo e colega produtor Don Murphy. Com base no discurso de DeSanto e na compreensão do universo, a Hasbro deu a eles os direitos gratuitamente.
Transformers foi uma venda difícil para os chefes dos estúdios que não cresceram com o programa. Após ser rejeitado pelos grandes estúdios DeSanto fez uma segunda passagem pela DreamWorks, após Steven Spielberg ler seu tratamento, decidiu que seu estúdio faria o filme e foi um dos primeiros defensores da ideia. DeSanto montou o projeto com a DreamWorks e a Paramount, vendendo seu enredo e se comprometendo a produzir.
O primeiro filme arrecadou mais de $ 700 milhões em todo o mundo e DeSanto deu origem a outra franquia. Transformers foi a primeira franquia de ação ao vivo da DreamWorks e a maior série lucrativa da Paramount em sua história. DeSanto voltou como produtor de Revenge of the Fallen em 2009 e o filme se tornou o maior ganhador de dinheiro do ano, com mais de US $ 800 milhões apenas em bilheteria. DeSanto também produziu Dark of the Moon e Age of Extinction, ambos arrecadando mais de $ 1,1 bilhão em todo o mundo. The Last Knight, também produzido por DeSanto, arrecadou mais de US $ 600 milhões nas bilheterias.
Depois que a saga Transformers foi lançada, DeSanto então produziu Bumblebee, uma história de origem para um dos personagens populares da franquia, arrecadando um total de $ 470 milhões em bilheteria.
DeSanto produziu vários documentários sobre questões sociais, incluindo Lost in America, que trata de jovens sem-teto e Kidnapped for Christ, que destaca os campos evangélicos abusivos para crianças.

## Educação
DeSanto foi criado na área de Iselin de Woodbridge Township, Nova Jersey, filho de um policial. Ele se formou na Bishop George Ahr High School em Edison, New Jersey em 1986 e na Rutgers University em 1990.

## Trabalhos

### Pupilo apto
Durante seus primeiros anos na indústria cinematográfica, Tom conheceu e fez amizade com Bryan Singer, que conseguiu para Tom um cargo de produção em sua empresa, Bad Hat Harry, trabalhando em seu filme Apt Pupil, seguido por uma tentativa de parceria para reviver Battlestar Galactica.

### X-Men&X2
Mais tarde, Singer co-escreveria o filme X-Men com DeSanto e alguns outros antes de assinar como diretor, usando a maior parte da história original de DeSanto. DeSanto é creditado pela história na tela, como produtor executivo e por uma breve participação especial como o policial em Ellis Island que é esmagado por Toad.
Tom também trabalhou como produtor executivo em X2: X-Men United.

### Transformers(série de filmes)
Tom escreveu o tratamento e produziu o filme Transformers para DreamWorks e Paramount, que foi lançado no verão de 2007. Ele é creditado como o produtor original do projeto. Esta versão live-action inclui Steven Spielberg como produtor executivo. Ele também é produtor da sequência de 2009, Transformers: Revenge of the Fallen, sua sequência de 2011 Transformers: Dark of the Moon, filme de 2014 Transformers: Age of Extinction, filme de 2017 Transformers: The Last Knight, filme de 2018 Bumblebee, filme de 2023 Transformers: Ascensão das Bestas.

### Outro trabalho
Depois de deixar a franquia de filmes dos X-Men, DeSanto escreveu várias introduções para quadrinhos colecionados em capa dura e brochura comercial, incluindo Superman: Red Son de Mark Millar e Wolverine: Origin de Paul Jenkins. DeSanto também trabalhou como produtor no documentário Ringers: Lord of the Fans, lançado em 2005 pela Sony Pictures Home Entertainment.
DeSanto também esteve envolvido em um renascimento do Battlestar Galactica, que fracassou após os ataques de 11 de setembro e atrasos na programação forçaram Singer a se concentrar no X2. Studios USA, querendo seguir em frente com a série, substituiu DeSanto e Singer por David Eick e Ronald D. Moore, que então criaram o Battlestar Galactica "reimaginado".
Em 2007, a Variety relatou que DeSanto, voltando sua atenção para os super-heróis, garantiu os direitos do videogame City of Heroes da NCsoft e da Cryptic Studios. O plano era adaptar o RPG on-line massivamente multiplayer em um recurso de ação ao vivo e depois fazer a transição para a televisão de alguma forma, mas nenhum detalhe adicional foi ouvido.
No final de 2007, ele começou a trabalhar como escritor e produtor em Teen Titans: The Judas Contract, um desenho animado baseado na popular história em quadrinhos, que foi colocado em espera indefinida pela Warner Bros em fevereiro de 2008. Em 2016, WB revelou que o filme seguiria em frente na estreia da adaptação animada de The Killing Joke e em 2016 o filme foi lançado, mas sem ele envolvido.
Em julho de 2016, o espólio de Gary Gygax concedeu-lhe o título de "Guardião da Biblioteca", colocando-o no comando do trabalho de Gygax que estava sob o controle do espólio e encontrando um lugar na TV, no cinema e em outros meios.

## Filmografia
| Produtor - Apt Pupil (1998) (co-produtor) - Ringers: Senhor dos Fãs (2005) - Transformers (2007) - Transformers: A Vingança dos Derrotados (2009) - Transformers: Dark of the Moon (2011) - Transformers: Era da Extinção (2014) - Transformers: O Último Cavaleiro (2017) - Abelha (2018) - Transformers: A Ascensão das Feras (2023) | Produtor executivo - X-Men (2000) (Também roteirista) - X2 (2003) - Crise: New York Under Water (2009) (Também diretor) - Raptado para Cristo (2014) - Perdidos na América (2017) |  |